# Rita Juárez
Rita Juárez fue una actriz cinematográfica argentina.

## Carrera
Juárez fue una joven actriz de cine y teatro que se incursionó  notoriamente en  varios papeles fílmicos durante la época dorada argentina en la década del ’40, secundando actores de la talla de Susana Freyre, Miguel Gómez Bao, Aída Luz, Guillermo Battaglia, Carlos Thompson, Eduardo Cuitiño, Mónica Val, Mónica Inchauspe, Olga Zubarry.
Paralelamente desarrolló una breve carrera teatral.

### Filmografía
- 1944: Los dos rivales
- 1945: El canto del cisne
- 1945: La señora de Pérez se divorcia
- 1945: Las seis suegras de Barba Azul
- 1946: Adán y la serpiente
- 1947: Los verdes paraísos[2]